# Црвени буги
„Црвени буги” (Rdeči boogie) је југословенски и словеначки филм први пут приказан 4. октобра 1982 године. Режирао га је Карпо Аћимовић Година а сценарио је написао Бранко Сомен.

## Улоге
| Глумац        | Улога |
| ------------- | ----- |
| Иво Бан       | Јан   |
| Борис Каваца  | Макс  |
| Јожеф Ропоса  | Јожеф |
| Петер Млакар  | Петер |
| Марко Дерганц | Дерги |
| Звонко Чох    | Звоне |
| Зоран Предин  | Зоран |

Остале улоге ▼
| Глумац        | Улога   |
| ------------- | ------- |
| Еди Стефанчић | Еди     |
| Урсула Ребек  | Милена  |
| Ролф Бекер    | Курт    |
| Жарко Петан   | Менаџер |